# Max-Ernst-Stipendium
Bei dem Max-Ernst-Stipendium (Eigenschreibweise Max Ernst-Stipendium) handelt es sich um einen seit 1971 durch die Stadt Brühl jährlich vergebenen Kunstpreis. Es dient der Förderung junger Künstler, die sich noch in der Kunstausbildung befinden und nicht älter als 35 Jahre sein sollten.
Das Stipendium ist mit 10.000 Euro dotiert und wird zu gleichen Teilen von der Stadt Brühl sowie der Max Ernst Gesellschaft e.V. finanziert.
Der Jury gehören Künstler, Kunsthistoriker, ein Vertreter der Einwohnerschaft der Stadt Brühl sowie der Bürgermeister der Stadt Brühl an.
Der Preisträger erhält zusätzlich zu dem Preisgeld eine Einzelausstellung im Max Ernst Museum Brühl des LVR, die traditionell am 2. April, dem Geburtstag von Max Ernst, eröffnet wird.

## Preisträger
- 1971: Hans-Peter Ibrom
- 1972: Hans Geulig
- 1973: Wilfried Dörstel
- 1974: Felicitas Redmer
- 1975: Hans-Günter Obermaier
- 1976: Norbert Conzen
- 1977: Thomas Jahn
- 1978: Hildegard Schöneck
- 1979: Andreas Schulze
- 1980: Volker Tannert
- 1981: Bernd Jünger
- 1982: Ioan Iacob
- 1983: Wilhelm Valder
- 1984: Jörg Eberhard & Stefan Laskowski
- 1985: Bettina Mauel
- 1986: Andreas Rein
- 1987: Martin Noël
- 1988: Gert Brenner
- 1989: Antonia Deitmar
- 1990: Alexander Schlieffen
- 1991: Georg Voß
- 1992: Vera Leutloff
- 1993: Elizabeth Weckes
- 1994: Matthias Meyer
- 1995: Harald Hofmann
- 1996: Stephanie Niesner
- 1997: Cornelius Völker
- 1998: Annedore Dietze
- 1999: Bernd Schwarting
- 2000: Frank Jebe
- 2001: Laurenz Berges
- 2002: Thorsten Hallscheidt
- 2003: Eva Weymann
- 2004: Helga Schmidhuber
- 2005: Franziska Klotz
- 2006: Patrick Niemann
- 2007: Daniela Löbbert
- 2008: Sabrina Haunsperg[1]
- 2009: Bettina Marx
- 2010: Natascha Schmitten
- 2011: Katharina Schilling
- 2012: Theresia Tarcson
- 2013: Louisa Clement
- 2014: Alwin Lay
- 2015: Sophie Schweighart
- 2016: Valentin Hennig
- 2017: Serena Alma Ferrario
- 2018: Lina Augustin
- 2019: Mona Schulzek[2]
- 2020: Minjae Lee[3]
- 2021: Belia Zanna Geetha Brückner[4]
- 2022: Ilinca Fechete
- 2023: Fabian Friese
- 2024: Katharina Keller
- 2025: Anna Anvidalfarei[5]